# Местное самоуправление в России
Местное самоуправление — форма самоорганизации местных сообществ, а также их деятельность, позволяющая жителям определённой территории самостоятельно, под свою ответственность, решать вопросы местного значения, исходя из интересов жителей, с учётом исторических и иных местных традиций.
В России местное самоуправление признаётся и гарантируется статьёй 12 главы 1 Конституции, составляет одну из основ конституционного строя и осуществляется на всей территории страны. Местное самоуправление в пределах своих полномочий самостоятельно. Органы местного самоуправления не входят в систему органов государственной власти. В главе 8 Конституции России раскрываются основные принципы устройства и функционирования органов местного самоуправления, а также гарантируется защита прав местного самоуправления.
Местное самоуправление функционирует на территории, закреплённой за муниципальным образованием, и включает выборные органы, формы непосредственного участия граждан в управлении, нормативные акты. Экономическую основу местного самоуправления составляют бюджет, местные налоги и сборы, муниципальная собственность. Структура органов местного самоуправления определяется жителями и закрепляется уставом муниципального образования.

## История

### 1864—1917
Положением о земских учреждениях 1864 года создавались отдельные от органов государственной власти всесословные органы местного самоуправления: губернские земские собрания и губернские земские управы на уровне губерний, уездные земские собрания и уездные земские управы на уровне уездов. Городовым положением 1870 года представительными органами местного самоуправления стали городские думы, исполнительные — городские управы.

### 1917—1918
В 1917 году земства и городские думы стали бессословными, были также созданы волостные земские собрания и волостные земские управы, должности губернаторов и исправников были упразднены, а их функции были возложены на губернских и уездных комиссаров, которыми по должности являлись, соответственно, председатели губернских и уездных земских управ.

### 1918—1990
В 1918—1990 гг. местного самоуправления в стране не существовало. Конституция 1937 года учредила выборные населением местные советы депутатов трудящихся (с 1978 года — местные советы народных депутатов) и их исполнительные комитеты, однако это были именно центральные учреждения, осуществлявшие государственную власть на местах, имущество районов, городов и сёл являлось государственным имуществом находившимся только в их оперативном управлении.

### 1990—1993
Законами СССР «Об общих началах местного самоуправления и местного хозяйства» (1990) и РСФСР «О местном самоуправлении» (1991) была установлена система местного самоуправления не предусматривавшая чёткого разделения его органов и органов государственной власти. Согласно этим законам органами местного самоуправления стали районные, городские, поселковые и сельские советы народных депутатов (а с точки зрения общесоюзного закона также областные и краевые), при этом их решения в исполнение стали приводить органы государственной власти на местах (городские, районные, поселковые, сельские администрации, а с точки зрения общесоюзного закона также областные и краевые), одновременно началось разграничение собственности на государственную и муниципальную, аналогично начали на государственные и муниципальные разграничиваться предприятия и учреждения.

### С 1993 года
Конституция РФ, принятая 12 декабря 1993 года и федеральный закон 1995 года «Об общих принципах организации местного самоуправления в РФ» (с поправками 1997 и 2000 года о местном самоуправлении в городах федерального значения и об ответственности органов местного самоуправления и их должностных лиц), закрепили систему местного самоуправления предусматривавшую жёсткое разделение его органов и органов государственной власти на местах (территориальных управлений государственных органов исполнительной власти).

### Реформа 2003—2009
Новый Федеральный закон «Об общих принципах организации местного самоуправления в Российской Федерации», принятый в 2003 году, положил начало муниципальной реформе, которая должна была закончиться к 2009 году, когда Федеральный закон полностью вступил в силу. Однако, по признанию Дмитрия Медведева, реального самоуправления в России не было создано даже к 2011 году: «Муниципалитеты — это органы местного самоуправления. Формально не государственные, но мы же понимаем, что это такое же государство».

## Основы местного самоуправления
Основы местного самоуправления — это совокупность правовых, экономических, финансовых, организационных, территориальных, социальных и других условий, при которых реализуется местное самоуправление и осуществляется муниципальная власть. Основы местного самоуправления — это фундамент, на котором осуществляется муниципальное строительство.

### Правовые основы
В России действует система правовых актов, регулирующих общественные отношения в сфере местного самоуправления, составляющая его правовую основу:
- общепризнанные принципы и нормы международного права
- международные договоры, например Европейская хартия местного самоуправления
- Конституция, федеральные конституционные законы
- № 131-ФЗ «Об общих принципах организации местного самоуправления в Российской Федерации» от 6 октября 2003 года и другие федеральные законы
- указы и распоряжения Президента, постановления и распоряжения Правительства, нормативные правовые акты палат парламента, акты Конституционного Суда РФ и другие федеральные нормативные правовые акты
- Конституции (Уставы), законы и иные нормативные правовые акты субъектов Российской Федерации
- уставы муниципальных образований
- решения, принятые на местных референдумах и сходах граждан
- иные муниципальные правовые акты, в том числе могут приниматься акты, не носящие нормативного характера, учитывающие местные, исторические и иные традиции

### Организационные основы
Органы местного самоуправления не входят в систему органов государственной власти. В структуру органов местного самоуправления, устанавливаемую уставом муниципального образования, входят следующие органы и должностные лица местного самоуправления:
- представительный орган муниципального образования;
- глава муниципального образования;
- местная администрация;
- контрольный орган муниципального образования;
- иные органы местного самоуправления.

В соответствии с федеральным законом существуют следующие основные варианты структуры органов местного самоуправления:
- представительный орган избирается населением, глава муниципального образования избирается населением и возглавляет представительный орган, глава местной администрации назначается по контракту;
- представительный орган избирается населением, глава муниципального образования избирается населением и возглавляет местную администрацию;
- представительный орган избирается населением, глава муниципального образования избирается представительным органом из своего состава и возглавляет представительный орган, глава местной администрации назначается по контракту.

В муниципальном районе допускается такой вариант структуры органов местного самоуправления: представительный орган местного самоуправления формируется из глав и делегатов представительных органов поселений.
В сельских поселениях глава муниципального образования может независимо от способа его избрания возглавлять и местную администрацию, и представительный орган. В сельских поселениях с численностью менее 100 человек глава муниципального образования является главой местной администрации и избирается населением, а функции представительного органа осуществляются сходом граждан.

### Экономические основы
Экономическую основу местного самоуправления составляют находящееся в муниципальной собственности имущество, средства местных бюджетов, а также имущественные права муниципальных образований. Органы местного самоуправления от имени муниципального образования самостоятельно владеют, пользуются и распоряжаются муниципальным имуществом. В соответствии с Гражданским кодексом органы местного самоуправления вправе создавать муниципальные предприятия и учреждения.
Каждое муниципальное образование имеет собственный бюджет (местный бюджет). К собственным доходам местного бюджета могут относиться:
- средства самообложения граждан;
- доходы от местных налогов и сборов;
- доходы от региональных налогов и сборов;
- доходы от федеральных налогов и сборов;
- безвозмездные перечисления из бюджетов других уровней, включая дотации на выравнивание бюджетной обеспеченности муниципальных образований;
- доходы от имущества, находящегося в муниципальной собственности;
- часть прибыли муниципальных предприятий, остающейся после уплаты налогов и сборов и осуществления иных обязательных платежей;
- штрафы, установление которых отнесено к компетенции органов местного самоуправления;
- добровольные пожертвования;
- субвенции на решение вопросов местного значения межмуниципального характера (для некоторых муниципальных районов);
- законные поступления.

Закон устанавливает возможность выравнивания уровня бюджетной обеспеченности поселений, муниципальных районов и городских округов путём предоставления дотаций из регионального фонда финансовой поддержки муниципальных образований и (или) районных фондов финансовой поддержки поселений.
Органы местного самоуправления и уполномоченные ими муниципальные учреждения могут выступать заказчиками на поставки товаров, выполнение работ и оказание услуг, связанных с решением вопросов местного значения и осуществлением отдельных государственных полномочий (муниципальный заказ). Муниципальные образования вправе привлекать заемные средства, в том числе за счет выпуска муниципальных ценных бумаг (муниципальный заем).

### Формы осуществления
В соответствии с Конституцией Российской Федерации местное самоуправление осуществляется гражданами путём референдума, выборов, других форм прямого волеизъявления, через выборные и другие органы местного самоуправления.
Формы непосредственного осуществления населением местного самоуправления:
- местный референдум;
- муниципальные выборы;
- голосование по отзыву депутата, члена выборного органа, выборного должностного лица местного самоуправления;
- голосование по вопросам изменения границ, преобразования муниципального образования;
- сход граждан;
- другие формы.

Формы участия населения в осуществлении местного самоуправления:
- правотворческая инициатива граждан;
- территориальное общественное самоуправление;
- публичные слушания;
- собрание граждан;
- конференция граждан (собрание делегатов);
- опрос граждан;
- обращения граждан в органы местного самоуправления;
- наказы избирателей;
- другие формы.

## Полномочия и деятельность

### Функции
Функции муниципальных образований регулирует Федеральный закон от 06.10.2003 ФЗ-131 «Об общих принципах организации местного самоуправления в Российской Федерации».
На основании пункта 7 статьи 16 Федерального закона N 131-ФЗ на муниципальное образование возложена обязанность и ответственность за создание условий для предоставления транспортных услуг населению и организация транспортного обслуживания населения в границах городского округа, включая и состояние и обслуживание остановочных пунктов. Государственным надзорным органом является территориальные отделы ГИБДД.
На основании статьи 98 и 84 лесного кодекса на муниципальное образование возложена обязанность осуществления муниципального лесного контроля, владение, пользование, распоряжение лесными участками; установление ставок платы и аренды лесных ресурсов; учёт древесины; разработка и утверждение лесохозяйственных регламентов, организация осуществления мер пожарной безопасности в лесах, созданий муниципальных лесничеств.
На основании статьи 12 и 13 ФЗ-131 муниципальное образование наделено правом инициативы по изменению границ и объединению, разделению муниципальных образований, с учётом мнения населения.
На основании статьи 14.1 и 16.1 ФЗ-131 наделен правом на создание муниципальной пожарной охраны; создания музеев, создание муниципальных образовательных организаций высшего образования; осуществление деятельности по обращению с животными без владельцев; предоставления гражданам жилых помещений муниципального жилищного фонда по договорам найма; участие в осуществлении деятельности по опеке и попечительству; осуществлять мероприятия в сфере профилактики правонарушений (через специально созданные муниципальные учреждения в сфере охраны общественного порядка). п.9 ст. 16 наделен правом создания муниципальной милиции.
На основании статьи 19 и 17.1 ФЗ-131 муниципальное образование наделено отдельными государственными полномочиями, отнесенными к вопросам местного значения, для осуществления органами местного самоуправления муниципального контроля. Среди распространенных отдельных государственных полномочий выделяются экологический и жилищный муниципальный контроль.

### Вопросы местного значения
Вопросы местного значения — вопросы непосредственного обеспечения жизнедеятельности населения муниципального образования, решение которых в соответствии с Конституцией и Федеральным законом осуществляется населением и (или) органами местного самоуправления самостоятельно.
Федеральный закон «Об общих принципах организации местного самоуправления в Российской Федерации» устанавливает вопросы местного значения поселения, муниципального района, городского округа, а также полномочия органов государственной власти по решению вопросов местного значения. Перечень вопросов местного значения не может быть изменён иначе как путем внесения изменений и дополнений в ФЗ № 131.
К вопросам местного значения муниципального образования, статьями 15 и 16 ФЗ-131 отнесено:
- составление и рассмотрение проекта бюджета; (местная администрация — составляет, совет депутатов — утверждает)
- установление, изменение и отмена местных налогов и сборов;
- владение, пользование и распоряжение имуществом, находящимся в муниципальной собственности;
- организация в границах муниципального образования, электро-, тепло-, газо- и водоснабжения населения, водоотведения, снабжения населения топливом в пределах полномочий;
- осуществление в ценовых зонах теплоснабжения муниципального контроля за выполнением единой теплоснабжающей организацией мероприятий по строительству, реконструкции и (или) модернизации объектов теплоснабжения;
- дорожная деятельность в отношении автомобильных дорог местного значения в границах муниципального образования и обеспечение безопасности дорожного движения на них, включая создание и обеспечение функционирования парковок, парковочных мест; (государственный надзор ГИБДД)
- обеспечение проживающих и нуждающихся в жилых помещениях малоимущих граждан жилыми помещениями, организация строительства и содержания муниципального жилищного фонда, создание условий для жилищного строительства, осуществление муниципального жилищного контроля;
- организация мероприятий по охране окружающей среды и обеспечение первичных мер пожарной безопасности;
- организация предоставления общедоступного и бесплатного дошкольного, начального общего, основного общего, среднего общего образования по основным общеобразовательным программам в муниципальных образовательных организациях; (государственный надзор Рособрнадзор)
- создание условий для оказания медицинской помощи населению; (государственный надзор Росздравнадзор)
- создание условий для обеспечения жителей услугами связи, общественного питания, торговли и бытового обслуживания;
- организация библиотечного обслуживания населения, комплектование и обеспечение сохранности библиотечных фондов;
- создание условий для организации досуга и обеспечения жителей услугами организаций культуры;
- организация и осуществление мероприятий по работе с детьми и молодежью;
- сохранение, использование и популяризация объектов культурного наследия (памятников истории и культуры), находящихся в муниципальной собственности;
- формирование и содержание муниципального архива;
- участие в организации деятельности по накоплению (в том числе раздельному накоплению), сбору, транспортированию, обработке, утилизации, обезвреживанию, захоронению твердых коммунальных отходов;
- утверждение схемы размещения рекламных конструкций, выдача разрешений на установку и эксплуатацию рекламных конструкций, аннулирование разрешений, выдача предписаний о демонтаже самовольно установленных рекламных конструкций;
- присвоение адресов объектам адресации, изменение, аннулирование адресов, присвоение наименований элементам улично-дорожной сети;
- участие в профилактике терроризма и экстремизма, а также в минимизации и (или) ликвидации последствий проявлений терроризма и экстремизма (через специально созданные муниципальные учреждения);
- организация охраны общественного порядка на территории муниципального образования;
- участие в предупреждении и ликвидации последствий чрезвычайных ситуаций;
- предоставление служебного помещения для работы участкового полиции;
- утверждение генеральных планов и правил благоустройства;
- организация и осуществление мероприятий по гражданской обороне, защите населения и территории от чрезвычайных ситуаций природного и техногенного характера, включая поддержку в состоянии постоянной готовности к использованию систем оповещения населения об опасности, объектов гражданской обороны, создание и содержание в целях гражданской обороны запасов материально-технических, продовольственных, медицинских и иных средств;
- создание, содержание и организация деятельности аварийно-спасательных служб и (или) аварийно-спасательных формирований;
- создание, развитие и обеспечение охраны лечебно-оздоровительных местностей и курортов местного значения;
- создание условий для массового отдыха жителей муниципального образования;
- организация ритуальных услуг и содержание мест захоронения;
- организация и осуществление мероприятий по мобилизационной подготовке муниципальных предприятий и учреждений
- осуществление мероприятий по обеспечению безопасности людей на водных объектах, охране их жизни и здоровья;
- создание условий для развития сельскохозяйственного производства, расширения рынка сельскохозяйственной продукции, сырья и продовольствия, содействие развитию малого и среднего предпринимательства, оказание поддержки социально ориентированным некоммерческим организациям, благотворительной деятельности и добровольчеству (волонтерству);
- организация и осуществление мероприятий по работе с детьми и молодежью;
- оказание поддержки гражданам и их объединениям, участвующим в охране общественного порядка, создание условий для деятельности народных дружин;
- обеспечение условий для развития физической культуры, школьного спорта и массового спорта, организация проведения официальных физкультурно-оздоровительных и спортивных мероприятий муниципального, городского округа;
- создание условий для предоставления транспортных услуг и организация транспортного обслуживания населения;
- обеспечение проживающих в муниципальном, городском округе и нуждающихся в жилых помещениях малоимущих граждан жилыми помещениями, организация строительства и содержания муниципального жилищного фонда, создание условий для жилищного строительства, осуществление муниципального жилищного контроля, а также иных полномочий органов местного самоуправления в соответствии с жилищным законодательством;
- Организация и проведение аукционов в соответствии с требованием Федерального закона от 05.04.2013 N 44-ФЗ «О контрактной системе в сфере закупок товаров, работ, услуг для обеспечения государственных и муниципальных нужд».[22]

### Экономическая деятельность
Экономическую основу местного самоуправления составляют находящееся в муниципальной собственности имущество, средства местных бюджетов, а также имущественные права муниципальных образований. Органы местного самоуправления от имени муниципального образования самостоятельно владеют, пользуются и распоряжаются муниципальным имуществом. В соответствии с Гражданским кодексом органы местного самоуправления вправе создавать муниципальные предприятия и учреждения.
Каждое муниципальное образование имеет собственный бюджет (местный бюджет). К собственным доходам местного бюджета могут относиться:
- средства самообложения граждан
- доходы от местных налогов и сборов
- доходы от региональных налогов и сборов
- доходы от федеральных налогов и сборов
- безвозмездные перечисления из бюджетов других уровней, включая дотации на выравнивание бюджетной обеспеченности муниципальных образований
- доходы от имущества, находящегося в муниципальной собственности
- часть прибыли муниципальных предприятий, остающейся после уплаты налогов и сборов и осуществления иных обязательных платежей
- штрафы, установление которых отнесено к компетенции органов местного самоуправления
- добровольные пожертвования
- субвенции на решение вопросов местного значения межмуниципального характера (для некоторых муниципальных районов)
- иные законные поступления.

Закон устанавливает возможность выравнивания уровня бюджетной обеспеченности поселений, муниципальных районов и городских округов путём предоставления дотаций из регионального фонда финансовой поддержки муниципальных образований и (или) районных фондов финансовой поддержки поселений.
Органы местного самоуправления и уполномоченные ими муниципальные учреждения могут выступать заказчиками на поставки товаров, выполнение работ и оказание услуг, связанных с решением вопросов местного значения и осуществлением отдельных государственных полномочий (муниципальный заказ). Муниципальные образования вправе привлекать заемные средства, в том числе за счет выпуска муниципальных ценных бумаг (муниципальный заем).
Муниципальное образование может предоставлять широкий спектр услуг.
На основании пункта 3 статьи 17 Закона от 06.10.2003 № 131 «Об общих принципах организации местного самоуправления в Российской Федерации», Муниципальное образование имеет право на создание муниципальных предприятий и учреждений. В формах: Муниципальное унитарное предприятие (МП/МУП), Муниципальное бюджетное учреждение (МБУ), Муниципальное казенное учреждение (МКУ).
На основании статьи 68 Федерального закона «Об общих принципах организации местного самоуправления в Российской Федерации» от 06.10.2003 N 131-ФЗ Муниципальное образование в лице совета депутатов может принимать решение о создании межмуниципальных акционерных обществ (АО) и обществ с ограниченной ответственностью (ООО), учредитель местная администрация На основании статьи 69 Закона 131-ФЗ могут создавать и быть учредителями автономных некоммерческих организаций (АНО)..
Муниципальное образование вправе создавать муниципальный банк и являться его акционером. Подобным примером является ООО «Хакасский муниципальный банк» (г. Абакан) и ПАО «Екатеринбургский муниципальный банк». До этого муниципальные банки существовали в Новосибирске и Новокузнецке.

## Муниципальные образования

### Виды муниципальных образований

#### ДоМуниципальной реформы
До 2003 года муниципальные образования делились на следующие категории:
- муниципальные образования верхнего уровня — районы (уезды), города, (рабочие) посёлки, к ним примыкали внутригородские городские муниципальные образования городов федерального значения и (с первой половины 2000-х) муниципальные образования, в состав которых входили сельские населённые пункты;
- муниципальные образования, входившие в состав муниципальных образований верхнего уровня (муниципальные образования второго рода)
  - города, посёлки (рабочие посёлки, поссоветы, поселковые округа), станицы, сельские округа (волости, сельсоветы) и проч.;
  - внутригородские районы.

Муниципальные образования районы (уезды), как правило, были образованы в границах соответствующих административно-территориальных единиц. Муниципальные образования со статусом городов и посёлков создавались, как правило, в границах соответствующих городов и посёлков областного (краевого) подчинения (это являлось обязательным для закрытых административно-территориальных образований). Города и посёлки в качестве муниципальных образований выделялись в Санкт-Петербурге. В Калининградской области уже со второй половины девяностых для трёх городов с подчинёнными населёнными пунктами использовалось наименование «городской округ», в Воронежской области для Борисоглебска — «город-район». В городах федерального значения Москве (до 1996 года) и Санкт-Петербурге в качестве внутригородских муниципальных образований выделялись муниципальные округа. Кроме Москвы (до 1996 года) и Санкт-Петербурга, муниципальные округа выделялись в Ярославской области, в которой они функционально соответствовали районам в других регионах Российской Федерации. Во Владимирской области наравне с районами и городами в 2000-х выделялись округа. В Карелии Вепсская национальная волость являлась самостоятельным муниципальным образованием. В Ненецком автономном округе существовали сельсоветы окружного подчинения.
Возможные отклонения в соотношении административно-территориальных единиц и муниципальных образований:
- муниципальное образование со статусом района на территории города регионального подчинения;
- муниципальное образование со статусом города на территории административного района
- муниципальное образование со статусом района или муниципального округа, города на территории административно-территориального района и не входившего в район города;
- два муниципальных образования на территории административного района или города регионального подчинения (в одном случае в Свердловской области даже три).

В первой половине 2000-х до реализации появились следующие муниципальные образования верхнего уровня, составленные исключительно сельскими населёнными пунктами:
- муниципальные образования Эвенкийского автономного округа, с момента упразднения муниципальных районов в 2001—2002 годах находившиеся непосредственно под окружным управлением, до образования Эвенкийского муниципального района;
- ЗАТО Видяево — административный центр был преобразован в сельский населённый пункт в 2002 году;
- ЗАТО Михайловский — образовано сельскими населёнными пунктами.

На уровне муниципальных образований, подчинённых муниципальным образованиям верхнего уровня, выделялись:
- внутригородские районы (округа);
- города, посёлки (рабочие посёлки, поссоветы, поселковые округа), станицы, сельские округа (волости, сельсоветы) и проч., подчинявшиеся как районам, так и городам, посёлкам.

Сельские и городские поселения выделялись, однако общее определение их как муниципальных образований отсутствовало.

#### ПослеМуниципальной реформы
С 2003 года (фактически с 2004) на территории субъектов РФ (республики, края, области, автономные округа, автономная область) введена следующая классификация муниципальных образований:
- городской округ — городское поселение, которое не входит в состав муниципального района;
- муниципальный район — в основном соответствует административному району;
  - городское поселение и сельское поселение — входят в муниципальный район.

Межселенные территории — не являются муниципальными образованиями, прямо подчинены муниципальному району.
Муниципальные образования со статусом района (муниципального округа в Ярославской области) были наделены статусом муниципального района либо (реже, на момент начала преобразований) городского округа.
Муниципальные образования со статусом города или посёлка были, как правило, наделены статусом городского округа, либо муниципального района, либо городского (у некоторых посёлков сельского) поселения.
Вепсская национальная волость Карелии была объединена с Прионежским районом в Прионежский муниципальный район.
Закрытые административно-территориальные образования были наделены статусом городского округа независимо от наличия или отсутствия городского населения.
Муниципальные образования внутри районов были преобразованы в городские и сельские поселения, а внутри городов и посёлков упразднены.
Сельсоветы окружного подчинения Ненецкого автономного округа были преобразованы в сельские поселения новообразованного Заполярного муниципального района.
Муниципальные образования Эвенкийского автономного округа были преобразованы в сельские поселения новообразованного Эвенкийского муниципального района.
В городах федерального подчинения (Москва, Санкт-Петербург и, с 2014 года, Севастополь):
- внутригородские территории городов федерального значения как внутригородские муниципальные образования.

В Санкт-Петербурге — единственном из субъектов — сохранилась унаследованная из 1990-х классификация муниципальных образований: муниципальные округа, города и посёлки.
В Москве до 2012 года внутригородские муниципальные образования специального обозначения не имели, с 2012 сложилась современная классификация: заново появились муниципальные округа (в границах соответствующих районов), поселения (до 2012 городские и сельские поселения Московской области) и городские округа (до 2012 городские округа Московской области).
В Севастополе в 2014 году после вхождения в состав Российской Федерации были образованы муниципальные округа и город, как в Санкт-Петербурге.
В мае 2014 года введены два новых типа муниципальных образований:
- городской округ с внутригородским делением;
  - внутригородской район — внутригородское муниципальное образование на части территории такого городского округа.

В мае 2019 года введён как новый вид муниципальных образований уже в составе любых регионов Российской Федерации, а не как внутригородское муниципальное образование:
- муниципальный округ.

## Муниципальная служба

### Классные чины муниципальной службы
На основании статьи 9.1 Федерального закона от 02.03.2007 N 25-ФЗ «О муниципальной службе в Российской Федерации», Законом субъекта Российской Федерации предусмотрены классные чины муниципальных служащих и установлен порядок их присвоения.
высшая группа должностей
- Действительный муниципальный советник 1, 2, 3 класса

главная группа должностей
- Муниципальный советник 1, 2, 3 класса

ведущая группа должностей
- Советник муниципальной службы 1, 2, 3 класса

старшая группа должностей
- Референт муниципальной службы 1, 2, 3 класса

младшая группа должностей
- Секретарь муниципальной службы 1, 2, 3 класса

### Форменная одежда
Муниципальному образованию не запрещается вводить форменную одежду, для муниципальных служащих. В 2010 году по инициативе главы Иглинского района республики Башкортостан Совет депутатов муниципального образования утвердил Положение «О форменной одежде работников муниципальной службы и правила её ношения» с погонами и шевронами. 
Однако обязательных требований к униформе муниципальной службы нет.

### Награды
В январе 2024 года президент РФ учредил звание «Заслуженный работник местного самоуправления Российской Федерации», которое будет присваиваться «высокопрофессиональным должностным лицам местного самоуправления» и другим работникам сферы за личные заслуги, спустя не менее 20 лет с начала работы в данной отрасли и при наличии соответствующих госнаград.
Премия «Служение» присуждается по поручению Путина «представителям муниципального сообщества за особый вклад в развитие муниципальных образований и повышение качества жизни граждан».

## Межмуниципальное сотрудничество
Для организации взаимодействия органов местного самоуправления, выражения и защиты общих интересов муниципальных образований в каждом субъекте Российской Федерации образуется совет муниципальных образований субъекта Российской Федерации. Советы муниципальных образований субъектов Российской Федерации могут образовывать единое общероссийское объединение муниципальных образований.[значимость факта?]
Кроме того, закон допускает создание иных объединений муниципальных образований с учётом территориальной и организационной основы, а также межмуниципальных хозяйственных обществ и иных организаций.[значимость факта?]

### Межмуниципальные организации
- Общенациональная ассоциация территориального общественного самоуправления[36]
- Всероссийская ассоциация развития местного самоуправления
- Всероссийский Совет местного самоуправления[37]
- Общероссийский Конгресс муниципальных образований[38]
- Союз российских городов